# Adoretus discoidalis
Adoretus discoidalis är en skalbaggsart som beskrevs av Leon Fairmaire 1897. Adoretus discoidalis ingår i släktet Adoretus och familjen Rutelidae. Inga underarter finns listade i Catalogue of Life.